# Olympische Zwischenspiele 1906/Teilnehmer (Schweiz)
| Gelbes Symbol für Goldmedaillen mit stilisierten Olympischen Ringen | Graues Symbol für Silbermedaillen mit stilisierten Olympischen Ringen | Braundes Symbol für Bronzemedaillen mit stilisierten Olympischen Ringen |
| ------------------------------------------------------------------- | --------------------------------------------------------------------- | ----------------------------------------------------------------------- |
| 4                                                                   | 3                                                                     | 1                                                                       |

Die Schweiz nahm an den Olympischen Zwischenspielen 1906 in Athen, Griechenland, mit neun Sportlern teil. Dabei konnten die Athleten vier Gold-, drei Silber- und eine Bronzemedaille gewinnen.

## Medaillengewinner

### Olympiasieger
| Name                                                                                        | Sportart  | Wettkampf                         |
| ------------------------------------------------------------------------------------------- | --------- | --------------------------------- |
| Louis-Marcel Richardet                                                                      | Schiessen | Militärrevolver (20 m)            |
| Louis-Marcel Richardet                                                                      | Schiessen | Militärgewehr (300 m)             |
| Konrad Stäheli Louis-Marcel Richardet Alfred Grütter Jean Reich Marcel Meyer de Stadelhofen | Schiessen | Freies Gewehr, Mannschaft (300 m) |
| Marcel Meyer de Stadelhofen                                                                 | Schiessen | Freies Gewehr, Einzel (300 m)     |

### Zweiter
| Name                   | Sportart  | Wettkampf                                     |
| ---------------------- | --------- | --------------------------------------------- |
| Jean Reich             | Schiessen | Militärgewehr (200 m, Modell des Jahres 1874) |
| Louis-Marcel Richardet | Schiessen | Militärgewehr (200 m, Modell des Jahres 1874) |
| Konrad Stäheli         | Schiessen | Freies Gewehr, Einzel (300 m)                 |

### Dritter
| Name       | Sportart  | Wettkampf                                     |
| ---------- | --------- | --------------------------------------------- |
| Jean Reich | Schiessen | Militärgewehr (200 m, Modell des Jahres 1874) |

## Teilnehmer nach Sportarten

### Leichtathletik
- Adolf Tobler
Marathon: DNF

### Radsport
- Ernst Meyer
1000 m Zeitfahren: Vorrunde
5000 m Bahnfahren: Vorrunde
20 km Bahnfahren mit Schrittmacher: Vorrunde

- Hans Studer
Strassenrennen Einzel: DNF
1000 m Zeitfahren: Vorrunde
333,33 m Zeitfahren (Bahnrunde): 19.
5000 m Bahnfahren: Vorrunde
20 km Bahnfahren mit Schrittmacher: Vorrunde

### Schiessen
- Alfred Grütter
Freies Gewehr, Mannschaft (300 m):  Olympiasieger
Freies Gewehr, Einzel (300 m): 23.

- Jean Reich
Freier Revolver (25 m): 25.
Freier Revolver (50 m): 25.
Militärrevolver (20 m, Modell des Jahres 1874): 27.
Militärrevolver (20 m): 28.
Freies Gewehr, Mannschaft (300 m):  Olympiasieger
Freies Gewehr, Einzel (300 m): 22.
Militärgewehr (200 m, Modell des Jahres 1874):  Dritter
Militärgewehr (300 m):  Zweiter

- Louis-Marcel Richardet
Freier Revolver (25 m): Vierter
Freier Revolver (50 m): 13.
Militärrevolver (20 m, Modell des Jahres 1874): Siebter
Militärrevolver (20 m):  Olympiasieger
Freies Gewehr, Mannschaft (300 m):  Olympiasieger
Freies Gewehr, Einzel (300 m): Zehnter
Militärgewehr (200 m, Modell des Jahres 1874):  Zweiter
Militärgewehr (300 m):  Olympiasieger

- Marcel Meyer de Stadelhofen
Freier Revolver (25 m): 19.
Freier Revolver (50 m): 15.
Militärrevolver (20 m, Modell des Jahres 1874): DNF
Militärrevolver (20 m): 30.
Freies Gewehr, Mannschaft (300 m):  Olympiasieger
Freies Gewehr, Einzel (300 m):  Olympiasieger
Militärgewehr (200 m, Modell des Jahres 1874): 28.
Militärgewehr (300 m): Siebter

- Konrad Stäheli
Freier Revolver (50 m): Vierter
Militärrevolver (20 m, Modell des Jahres 1874): Zwölfter
Militärrevolver (20 m): Vierter
Freies Gewehr, Mannschaft (300 m):  Olympiasieger
Freies Gewehr, Einzel (300 m):  Zweiter
Militärgewehr (300 m): 24.

- Caspar Widmer
Freier Revolver (50 m): 17.
Militärrevolver (20 m, Modell des Jahres 1874): 23.
Freies Gewehr, Einzel (300 m): 15.
Militärgewehr (300 m): 14.